# Saison 1971-1972 de la Juventus FC
Maillots
Chronologie
Saison précédente Saison suivante
La saison 1971-1972 de la Juventus Football Club est la soixante-neuvième de l'histoire du club, créé soixante-quinze ans plus tôt en 1897.
Le club piémontais prend ici part au cours de cette saison à la 70e édition du championnat d'Italie (41e de Serie A), à la 24e édition de la Coupe d'Italie (en italien Coppa Italia), ainsi qu'à la 1re édition de la Coupe UEFA.

## Historique
Se cherchant toujours, la Juventus qui fête cette année son 75e anniversaire doit se reprendre pour enfin rajouter un nouveau titre à son palmarès.
Un grand changement intervient tout d'abord dans la direction de la société juventina, amorçant une ère nouvelle avec le départ du président en place depuis 9 ans, Vittore Catella. Le 13 juillet arrive à son poste une ancienne légende du club en tant que joueur, Giampiero Boniperti, à l'époque superviseur technique de la Juve. Sollicité pour son aura et son influence au sein de l'équipe, Boniperti, adepte efficace du « Style Juventus » fait de discrétion, de labeur et d'humilité, est inscrit dans la logique voulue par la famille Agnelli de « club familial », car connaissant bien la maison.

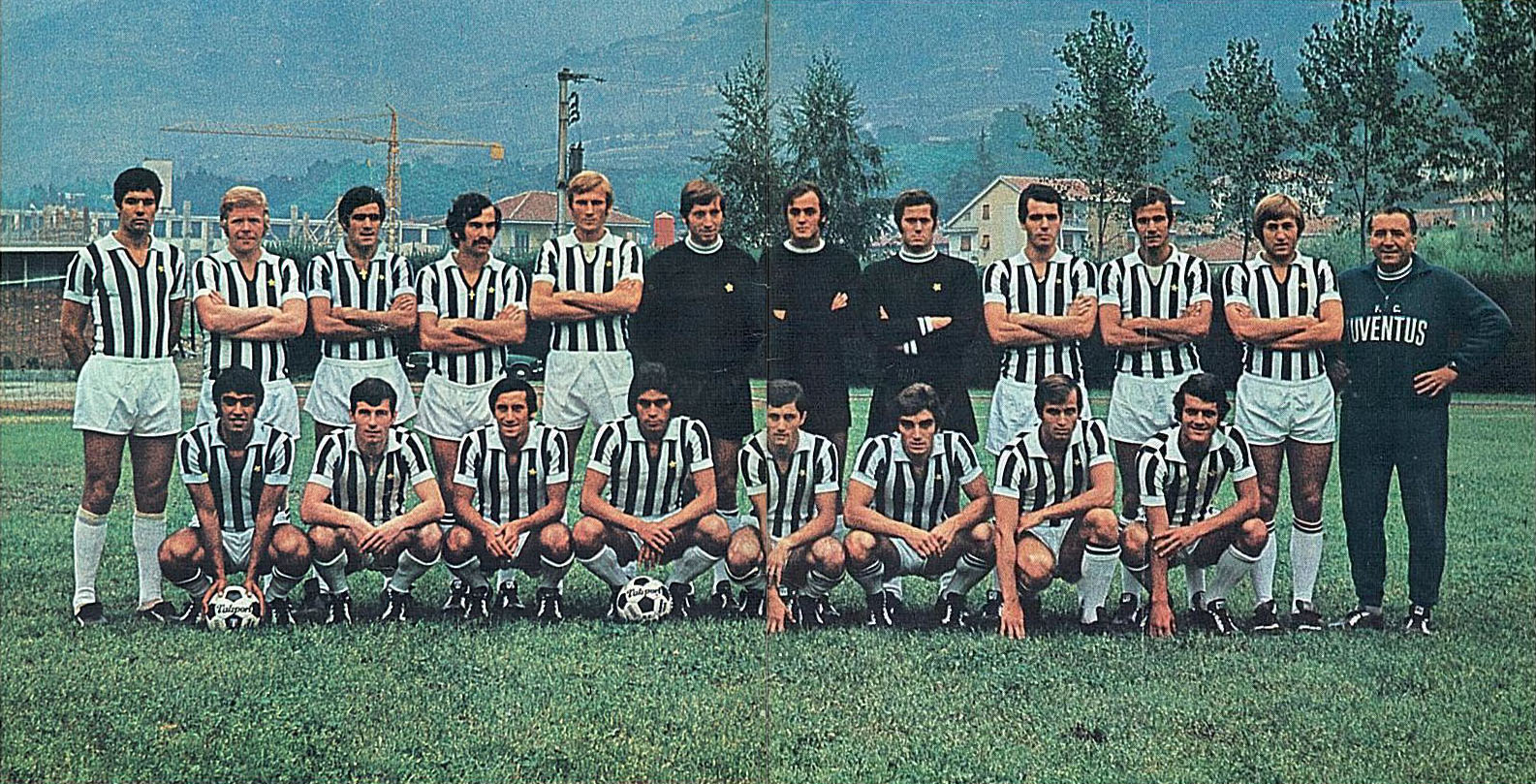
L'équipe juventina champions d'Italie

L'entraîneur tchécoslovaque et ami de Boniperti Čestmír Vycpálek, qui avait remplacé en urgence Armando Picchi à la suite de sa maladie, est bien conservé (aidé par le médecin Francesco La Neve ainsi que le masseur Desiderio Sarroglia).
La direction décide de faire confiance à son équipe déjà talentueuse en minimisant son recrutement. En effet, seul un nouveau gardien de but, Pietro Carmignani, un milieu (Domenico Maggiora), ainsi que deux défenseurs, Vincenzo Chiarenza (ces deux derniers sortant du centre de formation) et Silvio Longobucco, sont ajoutés à l'effectif.
Comme depuis plusieurs années maintenant, la Vieille Dame dispute la Coppa Italia comme première compétition de l'année à la fin du mois d'août.
Le dimanche 29 août 1971, elle rencontre tout d'abord à Tarente l'équipe de Bari (score final de un but partout avec un but juventino de Causio sur penalty). Six jours plus tard, elle s'impose 3 à 1 à la maison sur la Sampdoria avec des buts de Capello, Marchetti et Anastasi. Après un nouveau nul 2-2 contre le Genoa la semaine d'après (réalisations de Spinosi et Capello), la Juve remporte son dernier match, 4 buts à 1 sur Tarente grâce aux buts de Furino, Anastasi, Causio et Bettega.

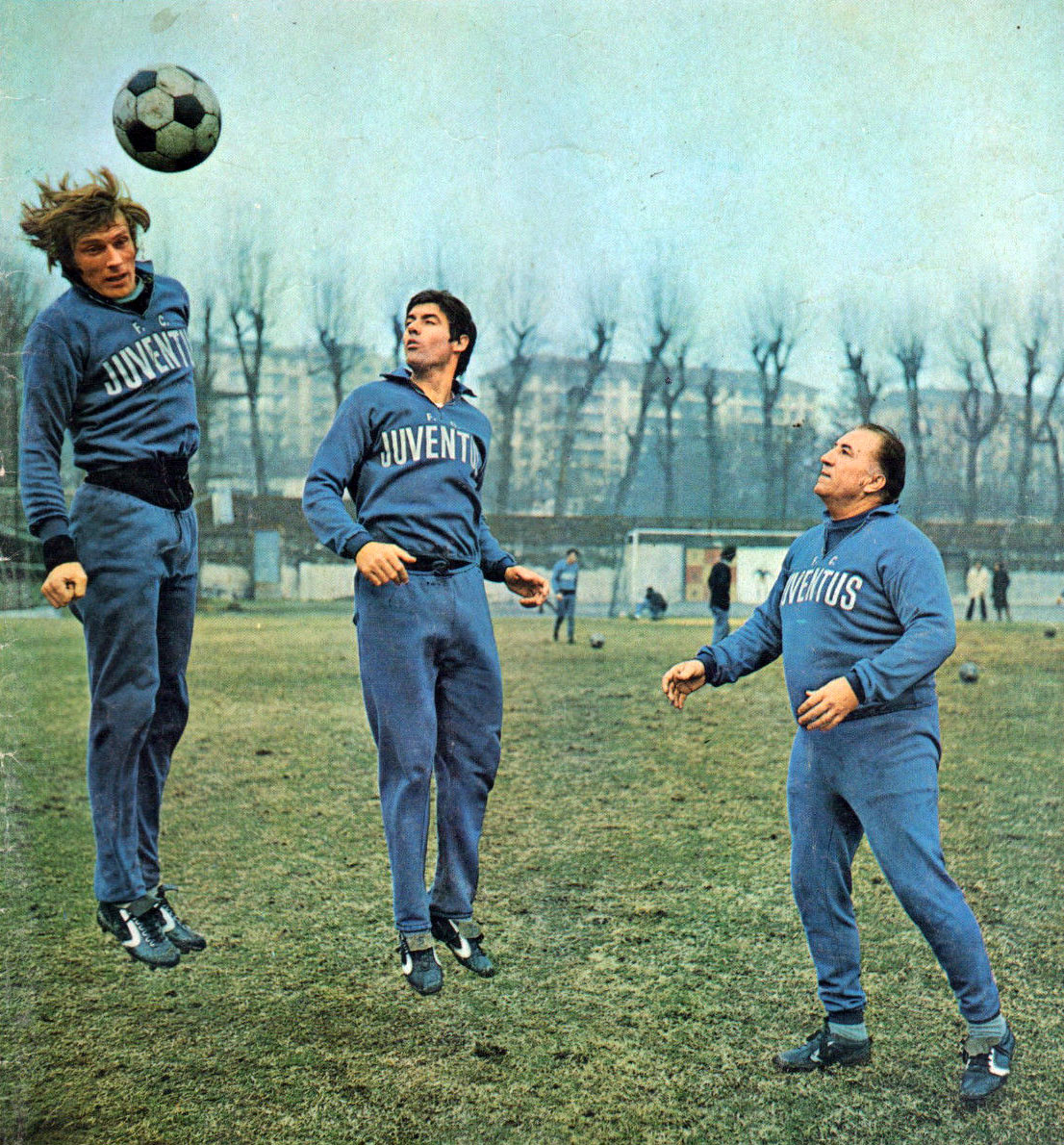
Le défenseur Morini, le capitaine Salvadore et l'entraîneur Vycpálek au Campo Combi.

Avec ses 6 points, la Madama termine à la première place de son groupe et se qualifie donc pour le tour final du mois de juin. Le 4 juin, elle se fait surprendre à Milan 3-1 contre sa rivale de l'Inter (malgré un but bianconero d'Anastasi), ne parvenant pas par la suite à s'imposer durablement dans cette coupe, avec ensuite seulement deux victoires pour 3 défaites, dans ce classement comprenant également le Torino et le Milan. Les bianconeri terminent finalement derniers de leur second groupe avec 4 points.
Auteurs d'un très bon parcours européen la saison dernière, les joueurs de la Vieille Dame jouent cette année la première édition de la toute nouvelle Coupe UEFA (dite C3), une des principales compétitions continentales et désormais ancêtre de l'ancienne Coupe des villes de foires.
Pour son premier match (le 15 septembre, le jour du décès à 87 ans d'Umberto Malvano, un des treize étudiants fondateurs du club en 1897), la Juve a rendez-vous avec un adversaire assez faible, les maltais du Marsa FC, qu'elle écrase par 6-0 (avec un doublé de Haller et des buts de Causio, Novellini, Capello et Cuccureddu) chez elle puis 5-0 à Turin (triplé de Novellini et buts de Haller et Furino). Presque un mois plus tard, le 27 octobre, les bianconeri s'imposent à domicile 2-0 face à Aberdeen sur des buts d'Anastasi et de Murray contre son camp, avant de tenir le score au retour (1 partout avec un nouveau but d'Anastasi pour la Juve). En 8e-de-finale, les piémontais se retrouvent face aux autrichiens du Rapid Vienne qu'ils battent tout d'abord sur le plus petit des scores à Vienne grâce à Bettega, avant de les écraser au Stadio Comunale sur le score de 4 buts à 1 avec un triplé de Bettega et un but de Causio sur penalty. Au tour suivant, le club de Turin doit croiser les Anglais de Wolverhampton Wanderers Football Club sur sa route, et fait tout d'abord match nul 1 à 1 le 7 mars (avec une réalisation d'Anastasi), avant d'être battu au retour 2 buts à 1 au Molineux (but bianconero inscrit par Haller sur penalty), éliminé au stade des quarts-de-finale.

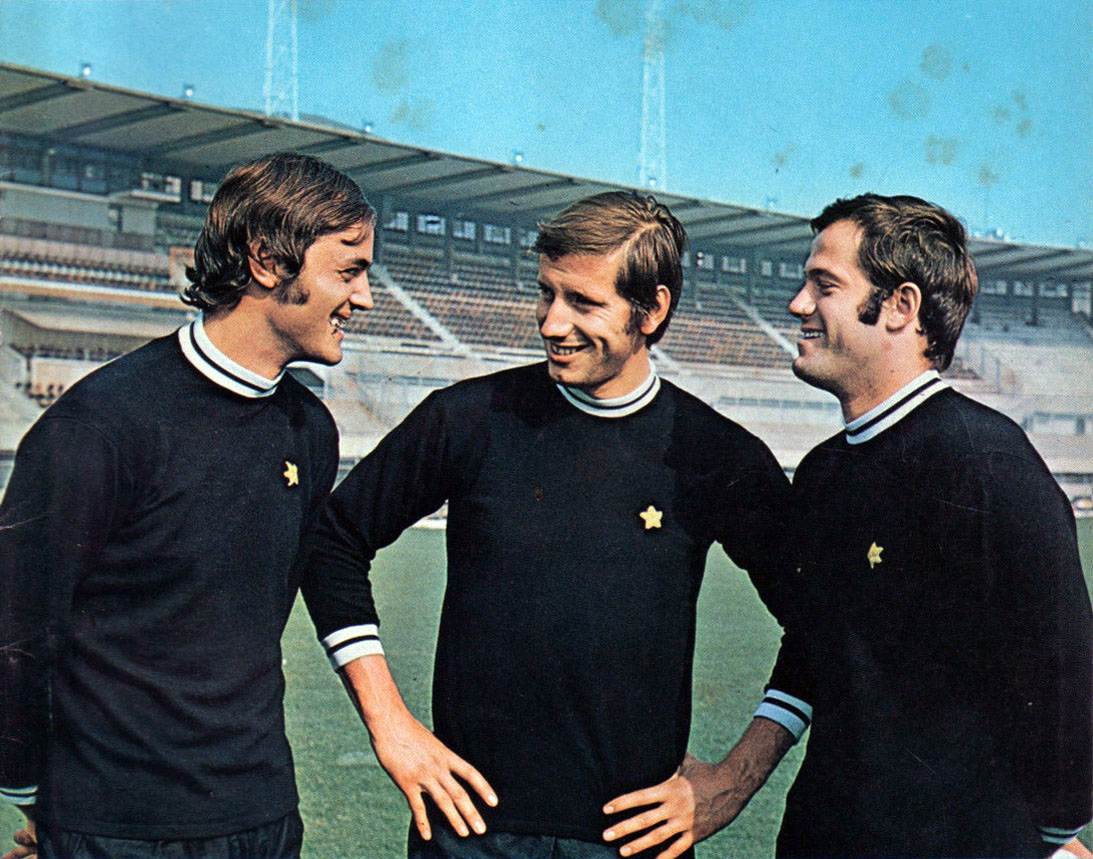
Les gardiens bianconeri de la saison 1971-1972, Alessandrelli, le titulaire Carmignani et Piloni, discuter dans le stade communal de Turin.

Courant après un nouveau scudetto depuis plus de quatre ans, la Juventus se concentre surtout cette année sur la conquête d'un titre national en Serie A, qui débute cette saison au mois d'octobre.
Et elle commence plutôt bien sa saison, en s'imposant d'entrée le 3 octobre 1971 sur le score de 4 buts à 2 face à Catanzaro (grâce à des buts d'Anastasi, Haller et Bettega sur doublé). Mais la journée suivante, la Juventus FC est surprise à l'extérieur, battue 1 à zéro par l'Hellas Vérone, mais se relève ensuite en parvenant à enchaîner une série de quatre victoires d'affilée. Le 5 décembre, elle remporte 2 à 1 le match tant attendu par les tifosi, le derby della Mole contre le Torino (buts d'Anastasi et de Capello), premier succès d'une nouvelle série de quatre consécutifs. Le 2 janvier 1972, pour la première partie de la nouvelle année, la Juventus et son ennemi lombard de l'Inter se neutralisent sur un score vierge, avant de terminer la phase aller avec une défaite suivie de deux victoires. Les zèbres alternent ensuite le bon et le moins bon, alignant même une série de trois nuls de suite entre la 18e et la 20e journée. Le 26 mars, les juventini perdent leur derby retour contre le Toro par 2-1 (but bianconero d'Anastasi), pour ce qui reste la dernière défaite de la saison. Malgré cette épine dans le pied pour la course au titre, la Juve, au coude à coude avec le Milan et le Torino, marque les esprits lors de la 27e journée en écrasant 3-0 l'Inter lors du derby d'Italia avec à la clé un triplé de Causio, avant de jouer deux matchs, une victoire et un score de parité. Le dernier match de la saison, décisif pour le scudetto, voit la Juventus finalement l'emporter chez elle par 2 buts à rien (buts de Haller et Spinosi) sur le Lanerossi Vicence, devançant d'un point les milanais au classement final.

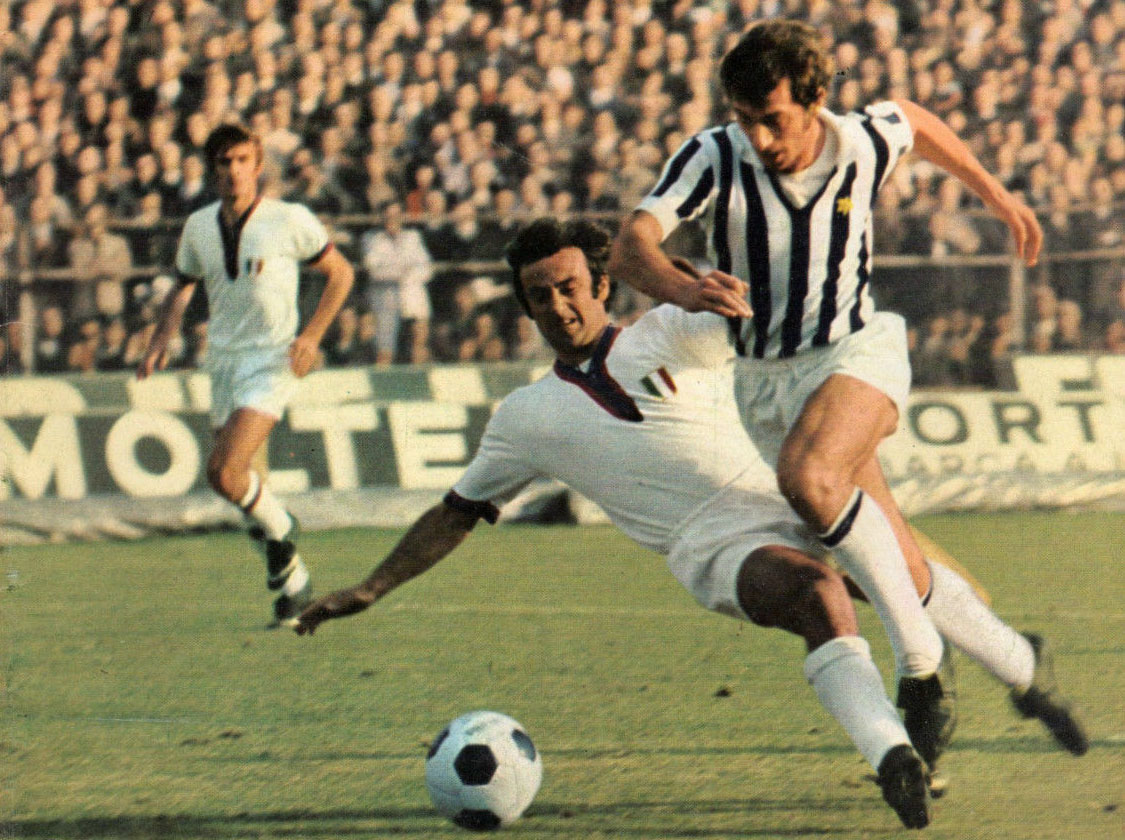
Novellini (au-dessus) remplacé le titulaire Bettega — forcé d'arrêter en raison d'une grave maladie pulmonaire — dans la deuxième partie de la saison.

Avec ses 43 points acquis grâce à ses 17 victoires pour 9 nuls et 4 défaites, la Juventus FC remporte sur le fil cette Serie A 1971-1972, terminant enfin championne d'Italie, et ce pour la 14e fois de son histoire.
Grand artisan du titre, le buteur juventino Pietro Anastasi termine à nouveau cette saison meilleur buteur du club avec ses 18 buts inscrits toutes compétitions confondues, succédant au buteur attitré Roberto Bettega (éloigné de longs moins à cause d'une maladie et remplacé à la surprise générale au poste de titulaire par le jeune Adriano Novellini).
Durant la saison, l'entraîneur des bianconeri Čestmír Vycpálek devient le premier entraîneur de la Juve à remporter le trophée de Seminatore d'oro, récompensant le meilleur entraîneur de l'année en Italie.
L'équipe turinoise s'ouvre une nouvelle ère de succès avec ce nouveau championnat, ne lui restant plus qu'à enfin s'imposer en coupe d'Europe.

## Déroulement de la saison

### Résultats en championnat
- Phase aller

| dimanche 3 octobre 1971 1re journée | Juventus                                    | 4 - 2 | Catanzaro             | Stadio Comunale, Turin 15h00 Arbitre : Trinchieri |
| dimanche 3 octobre 1971 1re journée | Anastasi 34e · Haller 64e · Bettega 66e 76e |       | 75e Spelta · 79e Gori | Stadio Comunale, Turin 15h00 Arbitre : Trinchieri |

| dimanche 17 octobre 1971 2e journée | Hellas Vérone | 1 - 0 | Juventus | Stadio Marcantonio Bentegodi, Vérone 15h00 Arbitre : Torelli |
| dimanche 17 octobre 1971 2e journée | Orazi 50e     |       |          | Stadio Marcantonio Bentegodi, Vérone 15h00 Arbitre : Torelli |

| dimanche 24 octobre 1971 3e journée | Juventus   | 1 - 0 | Atalanta | Stadio Comunale, Turin 14h30 Arbitre : Michelotti |
| dimanche 24 octobre 1971 3e journée | Haller 27e |       |          | Stadio Comunale, Turin 14h30 Arbitre : Michelotti |

| dimanche 31 octobre 1971 4e journée | Milan     | 1 - 4 | Juventus                                    | Stadio San Siro, Milan 14h30 Arbitre : Francescon |
| dimanche 31 octobre 1971 4e journée | Bigon 58e |       | 16e 28e Bettega · 39e Causio · 88e Anastasi | Stadio San Siro, Milan 14h30 Arbitre : Francescon |

| dimanche 7 novembre 1971 5e journée | Juventus        | 2 - 1 | Roma         | Stadio Comunale, Turin 14h30 Arbitre : Lo Bello |
| dimanche 7 novembre 1971 5e journée | Capello 71e 76e |       | 27e Amarildo | Stadio Comunale, Turin 14h30 Arbitre : Lo Bello |

| dimanche 14 novembre 1971 6e journée | Bologne     | 1 - 2 | Juventus                  | Stadio Comunale, Bologne 14h30 Arbitre : Monti |
| dimanche 14 novembre 1971 6e journée | Savoldi 45e |       | 18e Bettega · 26e Capello | Stadio Comunale, Bologne 14h30 Arbitre : Monti |

| dimanche 28 novembre 1971 7e journée | Juventus                  | 2 - 2 | Naples                     | Stadio Comunale, Turin 14h30 Arbitre : Toselli |
| dimanche 28 novembre 1971 7e journée | Capello 23e · Bettega 69e |       | 17e Altafini · 66e Improta | Stadio Comunale, Turin 14h30 Arbitre : Toselli |

| dimanche 5 décembre 1971 8e journée | Juventus                   | 2 - 1 | Torino      | Stadio Comunale, Turin 14h30 61 381 spectateurs Arbitre : Angonese |
| dimanche 5 décembre 1971 8e journée | Anastasi 32e · Capello 63e |       | 35e Ferrini | Stadio Comunale, Turin 14h30 61 381 spectateurs Arbitre : Angonese |

| dimanche 12 décembre 1971 9e journée | Varese | 0 - 1      | Juventus | Stadio Franco Ossola, Varèse 14h30 Arbitre : Lo Bello |
| dimanche 12 décembre 1971 9e journée |        | 21e Causio |          | Stadio Franco Ossola, Varèse 14h30 Arbitre : Lo Bello |

| dimanche 19 décembre 1971 10e journée | Juventus                     | 3 - 1 | Sampdoria        | Stadio Comunale, Turin 14h30 Arbitre : Giunti |
| dimanche 19 décembre 1971 10e journée | Bettega 10e 64e · Haller 41e |       | 4e (csc) Spinosi | Stadio Comunale, Turin 14h30 Arbitre : Giunti |

| dimanche 26 décembre 1971 11e journée | Juventus         | 2 - 1 | Mantoue  | Stadio Comunale, Turin 14h30 Arbitre : Bernardis |
| dimanche 26 décembre 1971 11e journée | Anastasi 65e 70e |       | 81e Nuti | Stadio Comunale, Turin 14h30 Arbitre : Bernardis |

| dimanche 2 janvier 1972 12e journée | Inter | 0 - 0 | Juventus | Stadio San Siro, Milan 14h30 Arbitre : Lo Bello |
| dimanche 2 janvier 1972 12e journée |       |       |          | Stadio San Siro, Milan 14h30 Arbitre : Lo Bello |

| dimanche 9 janvier 1972 13e journée | Cagliari                  | 2 - 1 | Juventus    | Stadio Sant'Elia, Cagliari 14h30 Arbitre : Angonese |
| dimanche 9 janvier 1972 13e journée | Domenghini 26e · Gori 90e |       | 83e Bettega | Stadio Sant'Elia, Cagliari 14h30 Arbitre : Angonese |

| dimanche 16 janvier 1972 14e journée | Juventus    | 1 - 0 | Fiorentina | Stadio Comunale, Turin 14h30 Arbitre : Francescon |
| dimanche 16 janvier 1972 14e journée | Bettega 73e |       |            | Stadio Comunale, Turin 14h30 Arbitre : Francescon |

| dimanche 23 janvier 1972 15e journée | Lanerossi Vicence | 1 - 3 | Juventus                               | Stadio Romeo Menti, Vicence 14h30 Arbitre : Giunti |
| dimanche 23 janvier 1972 15e journée | Maraschi 45e      |       | 1re Causio · 4e Capello · 71e Anastasi | Stadio Romeo Menti, Vicence 14h30 Arbitre : Giunti |

- Phase retour

| dimanche 30 janvier 1972 16e journée | Catanzaro | 1 - 0 | Juventus | Stadio Comunale, Catanzaro 14h30 Arbitre : Toselli |
| dimanche 30 janvier 1972 16e journée | Mammì 84e |       |          | Stadio Comunale, Catanzaro 14h30 Arbitre : Toselli |

| dimanche 6 février 1972 17e journée | Juventus                                       | 4 - 0 | Hellas Vérone | Stadio Comunale, Turin 15h00 Arbitre : Menegali |
| dimanche 6 février 1972 17e journée | Novellini 21e · Anastasi 34e · Capello 54e 83e |       |               | Stadio Comunale, Turin 15h00 Arbitre : Menegali |

| dimanche 13 février 1972 18e journée | Atalanta | 0 - 0 | Juventus | Stadio Atleti Azzurri d'Italia, Bergame 15h00 Arbitre : Barbaresco |
| dimanche 13 février 1972 18e journée |          |       |          | Stadio Atleti Azzurri d'Italia, Bergame 15h00 Arbitre : Barbaresco |

| dimanche 20 février 1972 19e journée | Juventus      | 1 - 1 | Milan     | Stadio Comunale, Turin 15h00 Arbitre : Lo Bello |
| dimanche 20 février 1972 19e journée | Salvadore 77e |       | 32e Bigon | Stadio Comunale, Turin 15h00 Arbitre : Lo Bello |

| dimanche 27 février 1972 20e journée | Roma         | 1 - 1 | Juventus   | Stadio Olimpico, Rome 15h00 Arbitre : Michelotti |
| dimanche 27 février 1972 20e journée | Petrelli 15e |       | 66e Furino | Stadio Olimpico, Rome 15h00 Arbitre : Michelotti |

| dimanche 12 mars 1972 21e journée | Juventus                     | 2 - 1 | Bologne    | Stadio Comunale, Turin 15h00 Arbitre : Francescon |
| dimanche 12 mars 1972 21e journée | Anastasi 71e · Marchetti 72e |       | 25e Perani | Stadio Comunale, Turin 15h00 Arbitre : Francescon |

| dimanche 19 mars 1972 22e journée | Naples       | 1 - 1 | Juventus    | Stadio San Paolo, Naples 15h00 Arbitre : Bernardis |
| dimanche 19 mars 1972 22e journée | Pogliana 69e |       | 10e Capello | Stadio San Paolo, Naples 15h00 Arbitre : Bernardis |

| dimanche 26 mars 1972 23e journée | Torino                 | 2 - 1 | Juventus     | Stadio Comunale, Turin 15h00 66 677 spectateurs Arbitre : Angonese |
| dimanche 26 mars 1972 23e journée | Sala 30e · Agroppi 64e |       | 20e Anastasi | Stadio Comunale, Turin 15h00 66 677 spectateurs Arbitre : Angonese |

| dimanche 2 avril 1972 24e journée | Juventus   | 1 - 0 | Varese | Stadio Comunale, Turin 15h30 Arbitre : Michelotti |
| dimanche 2 avril 1972 24e journée | Haller 41e |       |        | Stadio Comunale, Turin 15h30 Arbitre : Michelotti |

| dimanche 9 avril 1972 25e journée | Sampdoria | 0 - 0 | Juventus | Stade Luigi-Ferraris, Gênes 15h30 Arbitre : Toselli |
| dimanche 9 avril 1972 25e journée |           |       |          | Stade Luigi-Ferraris, Gênes 15h30 Arbitre : Toselli |

| dimanche 16 avril 1972 26e journée | Mantoue         | 1 - 1 | Juventus     | Stadio Danilo Martelli, Mantoue 15h30 Arbitre : Monti |
| dimanche 16 avril 1972 26e journée | Dell'Angelo 32e |       | 50e Anastasi | Stadio Danilo Martelli, Mantoue 15h30 Arbitre : Monti |

| dimanche 23 avril 1972 27e journée | Juventus          | 3 - 0 | Inter | Stadio Comunale, Turin 15h30 Arbitre : Pieroni |
| dimanche 23 avril 1972 27e journée | Causio 7e 27e 85e |       |       | Stadio Comunale, Turin 15h30 Arbitre : Pieroni |

| dimanche 7 mai 1972 28e journée | Juventus                  | 2 - 1 | Cagliari | Stadio Comunale, Turin 16h00 Arbitre : Toselli |
| dimanche 7 mai 1972 28e journée | Furino 28e · Anastasi 73e |       | 61e Gori | Stadio Comunale, Turin 16h00 Arbitre : Toselli |

| dimanche 21 mai 1972 29e journée | Fiorentina | 1 - 1 | Juventus           | Stadio Comunale, Florence 16h00 Arbitre : Pieroni |
| dimanche 21 mai 1972 29e journée | Merlo 33e  |       | 52e (csc) Ferrante | Stadio Comunale, Florence 16h00 Arbitre : Pieroni |

| dimanche 28 mai 1972 30e journée | Juventus                 | 2 - 0 | Lanerossi Vicence | Stadio Comunale, Turin 17h00 Arbitre : Monti |
| dimanche 28 mai 1972 30e journée | Haller 26e · Spinosi 30e |       |                   | Stadio Comunale, Turin 17h00 Arbitre : Monti |

#### Classement
|  |    | Classement final 1971-1972 | Pts | MJ | V  | N  | D | BP | BC | Dif |
|  | -- | -------------------------- | --- | -- | -- | -- | - | -- | -- | --- |
|  | 1. | Juventus                   | 43  | 30 | 17 | 9  | 4 | 48 | 24 | +24 |
|  | 2. | Milan                      | 42  | 30 | 16 | 10 | 4 | 36 | 17 | +19 |
|  | 3. | Torino                     | 42  | 30 | 17 | 8  | 5 | 39 | 25 | +14 |

| 14e titre La Juventus championne d'Italie de Serie A de 1971-1972 |

### Résultats en coupe
- Phases de poule

| dimanche 29 août 1971 1re journée | Bari        | 1 - 1 | Juventus          | Stadio Salinella, Tarente 17h15 Arbitre : Panzino |
| dimanche 29 août 1971 1re journée | Colautti 2e |       | 43e (pen.) Causio | Stadio Salinella, Tarente 17h15 Arbitre : Panzino |

| dimanche 5 septembre 1971 2e journée | Juventus                                   | 3 - 1 | Sampdoria  | Stadio Comunale, Turin 21h00 Arbitre : Barbaresco |
| dimanche 5 septembre 1971 2e journée | Capello 20e · Marchetti 42e · Anastasi 81e |       | 69e Suárez | Stadio Comunale, Turin 21h00 Arbitre : Barbaresco |

| dimanche 12 septembre 1971 4e journée | Genoa                           | 2 - 2 | Juventus                  | Stade Luigi-Ferraris, Gênes 17h00 Arbitre : Lo Bello |
| dimanche 12 septembre 1971 4e journée | Turone 40e (pen.) · Corradi 59e |       | 15e Spinosi · 79e Capello | Stade Luigi-Ferraris, Gênes 17h00 Arbitre : Lo Bello |

| dimanche 19 septembre 1971 5e journée | Juventus                                            | 4 - 1 | Tarente     | Stadio Comunale, Turin 21h00 Arbitre : Cantelli |
| dimanche 19 septembre 1971 5e journée | Furino 2e · Anastasi 28e · Causio 68e · Bettega 81e |       | 23e Beretti | Stadio Comunale, Turin 21h00 Arbitre : Cantelli |

|  |    | Classement groupe 4 | Pts | MJ | V | N | D | BP | BC | Dif |
|  | -- | ------------------- | --- | -- | - | - | - | -- | -- | --- |
|  | 1. | Juventus            | 6   | 4  | 2 | 2 | 0 | 10 | 5  | +5  |
|  | 2. | Sampdoria           | 5   | 4  | 2 | 1 | 1 | 4  | 4  | 0   |
|  | 3. | Genoa               | 4   | 4  | 0 | 4 | 0 | 5  | 5  | 0   |

- 2e tour

| dimanche 4 juin 1972 1re journée | Inter                            | 3 - 1 | Juventus    | Stadio San Siro, Milan 21h00 Arbitre : Giunti |
| dimanche 4 juin 1972 1re journée | Boninsegna 16e 89e · Mazzola 73e |       | 2e Anastasi | Stadio San Siro, Milan 21h00 Arbitre : Giunti |

| jeudi 8 juin 1972 2e journée | Juventus                  | 2 - 1 | Torino      | Stadio Comunale, Turin 21h00 33 000 spectateurs Arbitre : Torelli |
| jeudi 8 juin 1972 2e journée | Furino 18e · Anastasi 88e |       | 67e Ferrini | Stadio Comunale, Turin 21h00 33 000 spectateurs Arbitre : Torelli |

| dimanche 11 juin 1972 3e journée | Juventus | 0 - 1     | Milan | Stadio Comunale, Turin 21h00 Arbitre : Toselli |
| dimanche 11 juin 1972 3e journée |          | 27e Prati |       | Stadio Comunale, Turin 21h00 Arbitre : Toselli |

| dimanche 25 juin 1972 4e journée | Juventus          | 2 - 1 | Inter    | Stadio Comunale, Turin 21h00 Arbitre : Barbaresco |
| dimanche 25 juin 1972 4e journée | Novellini 47e 88e |       | 81e Jair | Stadio Comunale, Turin 21h00 Arbitre : Barbaresco |

| mercredi 28 juin 1972 5e journée | Torino               | 2 - 1 | Juventus    | Stadio Comunale, Turin 21h00 20 000 spectateurs Arbitre : Francescon |
| mercredi 28 juin 1972 5e journée | Bui 83e · Toschi 87e |       | 85e Capello | Stadio Comunale, Turin 21h00 20 000 spectateurs Arbitre : Francescon |

| samedi 1er juillet 1972 6e journée | Milan                                    | 3 - 2 | Juventus                   | Stadio San Siro, Milan 21h00 Arbitre : Giunti |
| samedi 1er juillet 1972 6e journée | Rivera 13e (pen.) 73e · Piloni 18e (csc) |       | 34e Novellini · 44e Haller | Stadio San Siro, Milan 21h00 Arbitre : Giunti |

|  |    | Classement groupe A | Pts | MJ | V | N | D | BP | BC | Dif |
|  | -- | ------------------- | --- | -- | - | - | - | -- | -- | --- |
|  | 1. | Milan               | 10  | 6  | 4 | 2 | 0 | 7  | 3  | +4  |
|  | 2. | Torino              | 6   | 6  | 2 | 2 | 2 | 5  | 7  | -2  |
|  | 3. | Inter               | 4   | 6  | 2 | 0 | 4 | 7  | 6  | +1  |
|  | 4. | Juventus            | 4   | 6  | 2 | 0 | 4 | 8  | 11 | -3  |

### Résultats en coupe UEFA
- 32e-de-finale

| mercredi 15 septembre 1971 Match aller | Marsa | 0 - 6                                                                      | Juventus | Marsa 17h00 Arbitre : Paterson |
| mercredi 15 septembre 1971 Match aller |       | 32e 60e Haller · 54e Causio · 63e Novellini · 69e Capello · 88e Cuccureddu |          | Marsa 17h00 Arbitre : Paterson |

| mardi 28 septembre 1971 Match retour | Juventus                                        | 5 - 0 | Marsa | Stadio Comunale, Turin 21h00 Arbitre : Colling |
| mardi 28 septembre 1971 Match retour | Novellini 18e 32e 91e · Haller 44e · Furino 63e |       |       | Stadio Comunale, Turin 21h00 Arbitre : Colling |

- 16e-de-finale

| mercredi 27 octobre 1971 Match aller | Juventus                       | 2 - 0 | Aberdeen | Stadio Comunale, Turin 21h00 Arbitre : Nikolov |
| mercredi 27 octobre 1971 Match aller | Anastasi 5e · Murray 50e (csc) |       |          | Stadio Comunale, Turin 21h00 Arbitre : Nikolov |

| mercredi 17 novembre 1971 Match retour | Aberdeen   | 1 - 1 | Juventus     | Pittodrie Stadium, Aberdeen 19h30 Arbitre : Boosten |
| mercredi 17 novembre 1971 Match retour | Harper 77e |       | 49e Anastasi | Pittodrie Stadium, Aberdeen 19h30 Arbitre : Boosten |

- 8e-de-finale

| mercredi 24 novembre 1971 Match aller | Rapid Vienne | 0 - 1       | Juventus | Praterstadion, Vienne 18h30 Arbitre : Biwersi |
| mercredi 24 novembre 1971 Match aller |              | 30e Bettega |          | Praterstadion, Vienne 18h30 Arbitre : Biwersi |

| mercredi 8 décembre 1971 Match retour | Juventus                               | 4 - 1 | Rapid Vienne | Stadio Comunale, Turin 14h30 Arbitre : Männig |
| mercredi 8 décembre 1971 Match retour | Bettega 8e 46e 61e · Causio 80e (pen.) |       | 16e Lorenz   | Stadio Comunale, Turin 14h30 Arbitre : Männig |

- Quarts-de-finale

| mardi 7 mars 1971 Match aller | Juventus     | 1 - 1 | Wolverhampton | Stadio Comunale, Turin 20h30 Arbitre : Loraux |
| mardi 7 mars 1971 Match aller | Anastasi 36e |       | 55e McCalliog | Stadio Comunale, Turin 20h30 Arbitre : Loraux |

| mercredi 22 mars 1971 Match retour | Wolverhampton          | 2 - 1 | Juventus          | Molineux Stadium, Wolverhampton 19h30 Arbitre : Kitabdjian |
| mercredi 22 mars 1971 Match retour | Hegan 39e · Dougan 52e |       | 84e (pen.) Haller | Molineux Stadium, Wolverhampton 19h30 Arbitre : Kitabdjian |

### Matchs amicaux
| mercredi 18 août 1971 | Empoli | 0 - 8            | Juventus |  |
| mercredi 18 août 1971 |        | Buteurs inconnus |          |  |

| dimanche 22 août 1971 | Plaisance | 0 - 2            | Juventus |  |
| dimanche 22 août 1971 |           | Buteurs inconnus |          |  |

| mercredi 25 août 1971 | Torino         | 1 - 3 | Juventus         | Stadio Comunale, Turin |
| mercredi 25 août 1971 | Buteur inconnu |       | Buteurs inconnus | Stadio Comunale, Turin |

| mercredi 8 septembre 1971 | Padoue | 0 - 3            | Juventus |  |
| mercredi 8 septembre 1971 |        | Buteurs inconnus |          |  |

| mercredi 22 septembre 1971 | Ravenne          | 3 - 3 | Juventus         |  |
| mercredi 22 septembre 1971 | Buteurs inconnus |       | Buteurs inconnus |  |

| mardi 12 octobre 1971 | Triestina      | 1 - 5 | Juventus         |  |
| mardi 12 octobre 1971 | Buteur inconnu |       | Buteurs inconnus |  |

| jeudi 4 novembre 1971 | Biellese       | 1 - 6 | Juventus         |  |
| jeudi 4 novembre 1971 | Buteur inconnu |       | Buteurs inconnus |  |

| jeudi 6 janvier 1972 | Torres | 0 - 7            | Juventus |  |
| jeudi 6 janvier 1972 |        | Buteurs inconnus |          |  |

| jeudi 27 janvier 1972 | Syracuse       | 1 - 3 | Juventus         |  |
| jeudi 27 janvier 1972 | Buteur inconnu |       | Buteurs inconnus |  |

| jeudi 13 mars 1972 | Cinzano | 0 - 8            | Juventus |  |
| jeudi 13 mars 1972 |         | Buteurs inconnus |          |  |

| jeudi 1er juin 1972 | Rimini           | 2 - 4 | Juventus         |  |
| jeudi 1er juin 1972 | Buteurs inconnus |       | Buteurs inconnus |  |

## Effectif du club
Effectif des joueurs de la Juventus Football Club lors de la saison 1971-1972.

## Buteurs
Voici ici les buteurs de la Juventus Football Club toutes compétitions confondues.
| 18 buts - Pietro Anastasi 15 buts - Roberto Bettega 13 buts - Fabio Capello 10 buts - Franco Causio - Helmut Haller 8 buts - Adriano Novellini | 5 buts - Giuseppe Furino 2 buts - Gianpietro Marchetti - Luciano Spinosi 1 but - Antonello Cuccureddu - Sandro Salvadore |